# Грађанска права
Појам грађанска права обухвата сва лична, политичка и социоекономска права која су загарантована највишим законима државе. Прва свеобухватна декларација о правима човека и грађанина усвојена је за време Француске револуције 1789 год., да би касније била основ за формирање законодавстава у великом броју савремених држава. Најважнији проблем у социјалном раду, као и другим наукама које се баве проблемима људи, је у којој мери се људска права поштују и какве су консеквенце за оне који та права, у било ком облику, угрожавају и суспендују.
Грађанска права укључују осигурање физичког и менталног интегритета, живота и безбедности људи; заштиту од дискриминације на основу расе, пола, сексуалне оријентације, родног идентитета, националног порекла, боје коже, старости, политичких гледишта, етничке припадности, вероисповести и инвалидности; и индивидуална права као што су приватност и слобода мишљења, говора, религије, штампе, окупљања и кретања.
Политичка права укључују природну правду (процедуралну правичност) у закону, као што су права оптуженог, укључујући право на поштено суђење; право на тражење правне заштите или правног лека; и права учешћа у цивилном друштву и политици, као што су слобода удруживања, право на окупљање, право на петицију, право на самоодбрану и право гласа.
Грађанска и политичка права представљају изворни и главни део међународних људских права. Они обухватају први део Универзалне декларације о људским правима из 1948. (при чему економска, социјална и културна права, чине други део). Теорија три генерације људских права ову групу права сматра „правима прве генерације”, а теорија негативних и позитивних права сматра их углавном негативним правима.

## Историја
Фраза „права грађана” је превод са латинског jus civis (право грађанина). Римски грађани су могли бити слободни (libertas) или сервилни (servitus), али сви су имали законска права. Након Миланског едикта 313. године, та права су укључивала и слободу вероисповести; међутим 380. године Солунски едикт захтевао је од свих субјеката римског царства да исповедају католичко хришћанство. Римска правна доктрина изгубљена је током средњег века, али тврдње о универзалним правима су и даље могле да се постављају на основу хришћанске доктрине. Према вођама Кетове побуне (1549), „сви обавезани људи могу бити ослобођени, јер је Бог учинио све слободним својим драгоценим проливањем крви”.

## Критика грађанског васпитања
Садберске школе тврде да се вредности, социјална правда и демократија морају научити кроз искуство као што је Аристотел рекао: „За ствари које морамо да научимо пре него што их урадимо, учимо радећи их.“ Они наводе да у ту сврху школе морају подстицати етичко понашање и личну одговорност. Да би постигле ове циљеве, школе морају омогућити ученицима три велике слободе – слободу избора, слободу деловања и слободу сношења резултата деловања – које представљају личну одговорност. „Најснажније, политичко образложење“ за демократске школе је да оне подучавају „врлине демократског промишљања зарад будућег грађанства“. На ову врсту образовања се у литератури о делиберативној демократији често алудира као на испуњавање неопходних и основних принципа, друштвене и институционалне промене неопходне за развој демократије која укључује интензивно учешће у групном доношењу одлука, преговарању и друштвеном животу са последицама.